# Tarah Kayne
Tarah Kayne (* 28. April 1993 in Fort Myers, Florida) ist eine ehemalige US-amerikanische Eiskunstläuferin. Zusammen mit Daniel O’Shea ist sie die US-amerikanische Meisterin im Paarlauf des Jahres 2016 und gewann die Goldmedaille bei den Vier-Kontinente-Meisterschaften 2018.

## Karriere
Tarah Kayne begann 1998 mit dem Eiskunstlauf. Sie startete im Juniorenbereich als Einzelläuferin. Ab 2012 trat sie gemeinsam mit Daniel „Danny“ O’Shea im Paarlauf an. Bei ihrer ersten Teilnahme an den Vier-Kontinente-Meisterschaften im Jahr 2014 gewannen sie die Silbermedaille. Sie gewannen in den folgenden Jahren vier Medaillen bei den US-amerikanischen Meisterschaften, darunter eine Goldmedaille im Jahr 2016. Die Saison 2016/17 mussten sie vorzeitig abbrechen, da sich Kayne eine Gehirnerschütterung zugezogen hatte und außerdem eine langwierige und schmerzhafte Knieverletzung behandeln lassen musste.
In der folgenden Saison kehrten sie zum Wettbewerb zurück. Sie wurden Zweite bei den nationalen Meisterschaften und gewannen die Vier-Kontinente-Meisterschaft 2018. Zur Saison 2018/19 gaben Kayne und O’Shea bekannt, ihren Trainingsstandort nach Colorado Springs zu verlegen und dort bei Dalilah Sappenfield zu trainieren. Sie erreichten in dieser Saison ihr bestes Ergebnis in der Grand-Prix-Serie mit einer Silbermedaille bei den Internationaux de France, fielen aber bei den nationalen Meisterschaften hinter ihre Ergebnisse der vorherigen Jahre zurück. In der folgenden Saison gewannen sie wieder eine Bronzemedaille bei den US-amerikanischen Meisterschaften und belegten bei den Vier-Kontinente-Meisterschaften den 5. Platz.
In der Saison 2020/21 wurden Kayne und O’Shea Fünfte bei Skate America; viele weitere Wettbewerbe in dieser Saison fielen aufgrund der COVID-19-Pandemie aus.
Im Oktober 2020 gab das Paar das Ende seiner gemeinsamen Karriere und Kayne ihren Rücktritt vom Wettbewerb bekannt. Zu Beginn der Saison hatte das Paar seine Trainerin Dalilah Sappenfield verlassen. Wenig später machte die Journalistin Christine Brennan bekannt, dass psychische Misshandlung Kaynes durch die Trainerin der Grund für den Wechsel gewesen war. Laut Kaynes Berichten hatte Sappenfield sie herabwürdigend behandelt und sich auf unangemessene Weise in Kaynes Privatleben eingemischt. Kayne habe aufgrund dessen selbstverletzendes Verhalten entwickelt, sich aber nicht getraut, Hilfe zu suchen, aus Angst, die Trainerin noch weiter gegen sich aufzubringen. Daniel O’Shea bestätigte Kaynes Berichte und drückte seine Unterstützung für sie aus. Nachdem das U.S. Center for SafeSport den Fall sowie weitere Berichte untersucht hatte, wurde Sappenfield untersagt, zu Kayne Kontakt aufzunehmen.
Seit dem Ende ihrer leistungssportlichen Karriere tritt Kayne als Schauläuferin bei Holiday on Ice und Disney on Ice auf.

## Ergebnisse

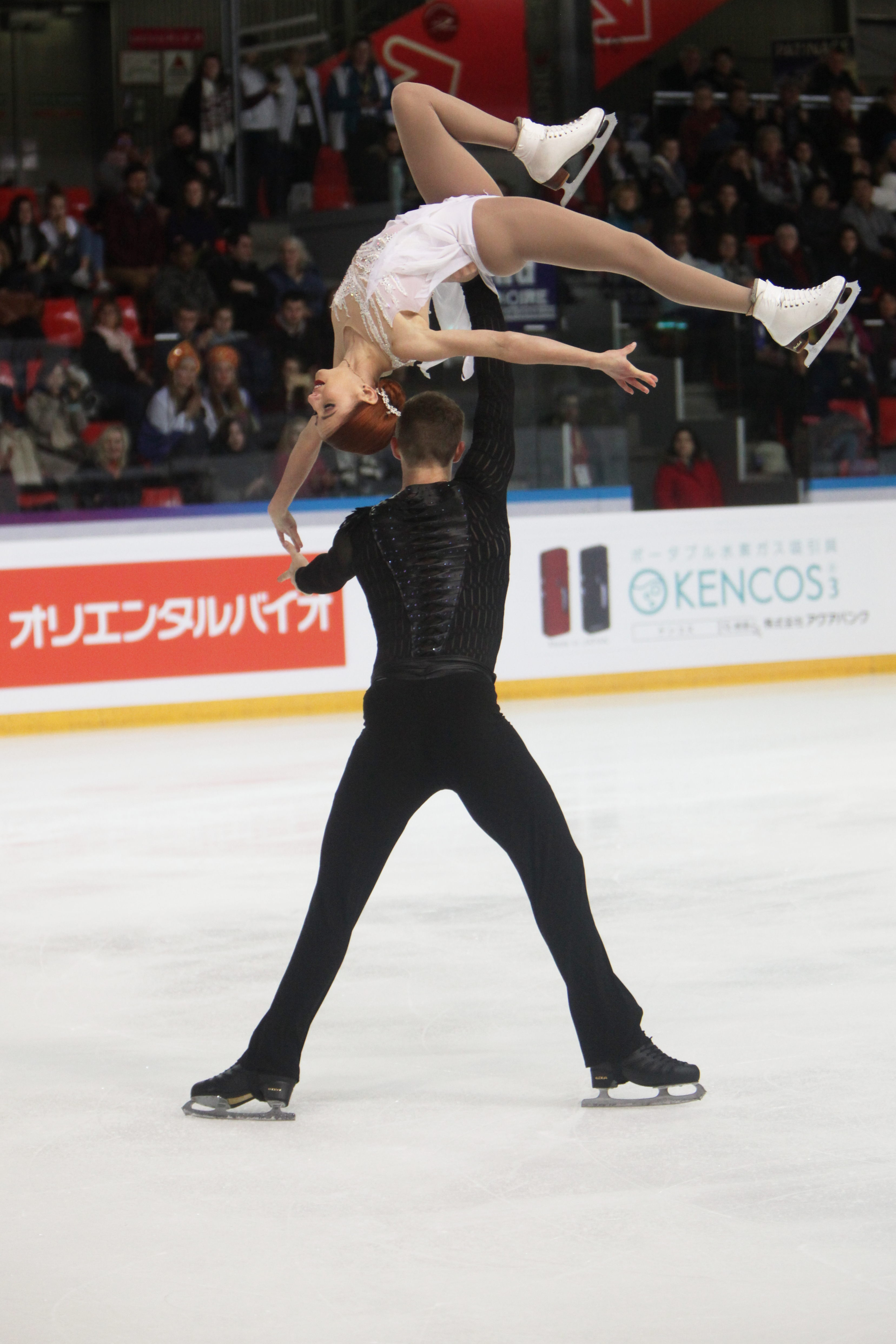
Tarah Kayne beim Internationaux de France 2018

Zusammen mit Daniel O’Shea:
| Meisterschaft / Jahr             | 2013    | 2014    | 2015    | 2016    | 2017    | 2018    | 2019    | 2020    | 2021    |
| -------------------------------- | ------- | ------- | ------- | ------- | ------- | ------- | ------- | ------- | ------- |
| Weltmeisterschaften              |         |         |         | 13.     |         |         |         |         |         |
| Vier-Kontinente-Meisterschaften  |         | 2.      | 8.      | 4.      |         | 1.      | 6.      | 5.      |         |
| US-amerikanische Meisterschaften | 7.      | 6.      | 3.      | 1.      |         | 2.      | 4.      | 3.      |         |
| Grand-Prix-Wettbewerb            | 2012/13 | 2013/14 | 2014/15 | 2015/16 | 2016/17 | 2017/18 | 2018/19 | 2019/20 | 2020/21 |
| Cup of China                     |         |         |         |         |         |         |         | 6.      |         |
| NHK Trophy                       |         |         |         |         | 4.      |         | 5.      | 6.      |         |
| Skate Canada                     |         |         |         |         |         |         |         |         |         |
| Cup of Russia                    |         |         |         | 4.      |         |         |         |         |         |
| Internationaux de France         |         |         |         |         |         |         | 2.      |         |         |
| Skate America                    |         |         |         | 6.      | 6.      |         |         |         | 5.      |